# Luisita Tenor
María Luisa Sorivella Tenor (Zaragoza, 23 de noviembre de 1941 - Barcelona, 7 de septiembre de 2020), artísticamente conocida como Luisita Tenor, fue una cantante española de pop durante los años 60.
 

## Trayectoria artística
Nacida en Zaragoza, ciudad en la que estaban trabajando sus padres, valenciano y catalana, integrantes del Dúo Tucumán, pasó su infancia en Valencia donde se despertó su vocación musical y en 1955 debutó en el Teatro Alcázar de Valencia con una canción de Gilbert Becaud: “Mes mains”. En 1958 publica su primer EP, en 1959 participa en el 1er Festival de la Canción Mediterránea en Barcelona, con el tema Mare nostrum: ola, ola, ola con letra de Joaquín Gasa y Santiago Guardia Moreu y con música de Augusto Algueró, autor que influye en sus inicios.
Durante su trayectoria musical grabó veinte EP’s y cuatro singles, más los seis que grabó junto a su marido el también cantante Francisco Heredero, con el que contrajo matrimonio en 1967. Tras abandonar su trayectoria artística a principios de los años 70, la pareja vivió en Calafell (Bajo Panadés, Tarragona).

## Discografía[4]
- La Canción Que Te Gusta A Ti / Amor Primero / Doménica Es Siempre Doménica / Fortunella (7", EP) 1958.
- Silbando Voy / Doménica Es Siempre Doménica / La Canción Que Te Gusta A Ti / Amor Primero (7", EP) 1958.
- Madrid En Primavera / Madrid En Verano / Madrid En Otoño / Madrid En Invierno (7", EP) 1959.
- Fortunella / Lavanderas De Roma / Te Diré / Cuidado Con El Amor (7", EP) 1959.
- El día de los enamorados / Conocerte / Podría Yo Bailar / La Calle Donde Vives (7", EP) 1959.
- Como Sinfonía / No me digas quien eres / Las hojas verdes /Todo el amor del mundo  (7", EP) 1961.
- No Me Digas Que no / Riviera / Soy Feliz / Tres preguntas (7", EP) 1962.
- Fiesta Brasileña / A Media Voz / Cógeme Fuerte El Pulso / Hotel Ilusión (7", EP). 1963.
- No Te Creo / A New Orleans / El baile del Mattone / La misma playa (7", EP). 1963.
- Los Paraguas De Cherbourgo / Amore mio / El ángel que espero / Angelito (7", EP). 1964.
- Et Pourtant / Oh Mi Señor / Chin Chin / Creo Yo (7", EP). 1964.
- VI Festival De La Canción Mediterránea (7", EP). 1964.
- Oración Para Antes De Nacer / Miedo De Tu Amor / El Mundo / En Tus Brazos Quiero Olvidar (7", EP). 1965.
- En Tus Brazos / Yeh Yeh / Una chica ye yé / Siluetas (7", EP). 1965.
- Vuelve Pronto / El Sol No Brillará Nunca Más / Estas Botas Son Hechas Para Andar / Primer Amor (7", EP). 1966.
- Que Familia Más Original / El silencio / Chim Chim Chery / Un beso en tu mano (7", EP). 1966.
- Luisita Tenor Y Francisco Heredero - Love Me, Please Love Me / Un Hombre Y Una Mujer / Operación Sol / Dommage, Dommage (7", EP). 1966.
- Luisita Tenor, Francisco Heredero - Noche De Paz. 1967.
- F. Heredero / L. Tenor - Solo / Marionetas En La Cuerda. 1967.
- Hablemos Del Amor / Amor Es Mi Canción (7", Single). 1967.
- Luisita Tenor - Francisco Heredero - Honey / All My Love. 1968.
- Luisita Tenor, Francisco Heredero - Cantan Sus Propias Canciones (7", Single). 1968.